# Station Biestrzykowice
Station Biestrzykowice is een spoorwegstation in de Poolse plaats Biestrzykowice.